# 불편한 진실 2
불편한 진실 2(An Inconvenient Sequel)는 미국에서 제작된 보니 코헨, 존 쉔크 감독의 2017년 다큐멘터리 영화이다.
기후 변화와 싸운 미국의 전 부통령 앨 고어에 관해 다루었다. 2006년 영화 불편한 진실의 속편이다.